# Ràdio Olot
Ràdio Olot és una emissora de ràdio privada d'àmbit local fundada el 8 de setembre de 1951 a Olot. Va ser la primera emissora en emetre íntegrament en català el 1976. Pel seu sentit de catalanitat va rebre la Creu de Sant Jordi l'octubre de 2002.
Els seus inicis es troben en la retransmissió de les campanades de Sant Esteve i el cant dels serenos de la plaça Major d'Olot el 14 de gener de 1950 per part d'un grup de radioaficionats. L'alcalde d'Olot del moment Pere Bretcha i l'empresari Ricard Simón, van donar-li un impuls i va rebre l'autorització per a emetre en ona mitjana. Per la Mare de Déu del Tura del mateix any es va inaugurar i va començar les seves emissions regulars amb la direcció d'Antoni Pastor Foraster.
Va passar a formar part de la Red de Emisoras del Movimiento (REM) el 22 de setembre de 1954, de la qual va ser membre fins al 1963, quan la REM va trencar el contracte al·legant motius d'escassa rendibilitat i se'n va fer càrrec un patronat local. Entre juliol i setembre de 1965 va tancar temporalment i tornà emetent en freqüència modulada.
Quan va complir els 25 anys, el 8 de setembre de 1976, va fer tota la seva programació en català, sent la primera emissora catalana que emetia íntegrament en català als Països Catalans després del franquisme, agafant el relleu de Ràdio Associació de Catalunya i abans que Ràdio 4 i Catalunya Ràdio.
El 1979 es va constituir en societat anònima i va impulsar la creació d'Olot Televisió, la Televisió de la Garrotxa. L'Ajuntament d'Olot, amb Joan Sala d'alcalde, va comprar la meitat de les accions de l'empresa el 1981 amb l'objectiu d'assumir gran part del deute. Poc després, una part de les accions es va traspassar a la Mancomunitat de la Garrotxa (posteriorment Consell Comarcal de la Garrotxa) i a la Diputació de Girona.
El 17 de març de 1990 va inaugurar els seus estudis a Can Trinxeria. Entre el 1998 i 2007 l'emissora estava vinculada a Ona Catalana. Va rebre la Creu de Sant Jordi el 2002 i va esdevenir la primera emissora en guanyar dos premis Ràdio Associació el 2017, amb el premi a la integració pel programa Les transmissions de la UE Olot i el premi a millor programa de ràdio local per Les transmissions del Club Patinatge Artístic Olot.
Actualment, la propietat de l'empresa és del Grupo PRISA (35 %), Bartomeu Espadalé Vergés (21 %), l'Ajuntament d'Olot (20%), el Consell Comarcal de la Garrotxa (14 %) i petits accionistes (10 %). L'Ajuntament d'Olot va aprovar en el ple del mes d'abril de 2021 retirar-se del consell d'administració de la ràdio i vendre les seves accions.